# Su Zhe
Su Zhe (traditioneel Chinees: 蘇轍; eenvoudig Chinees: 苏辙; 20 februari 1039 – 1112), of Su Che in Taiwanees Mandarijn, was een politicus en essayist van Meishan, in de Sichuan Provincie, China. Zijn omgangsnaam was Zi You (子由). 
Su stond hoog in aanzien als politicus en essayist van de Song-dynastie, zoals ook zijn vader Su Xun en zijn oudere broer Su Shi. Zij werden alle drie opgenomen op de lijst van “Acht grote meesters van Tang en Song”. De Sansu Tempel, waar zij woonden werd verbouwd tot het Sansu Museum in 1984 en dit behoort tot meest bekende culturele attracties van China. 
Su Zhe deed met zijn broer Su Shi examen om voor de hoogste overheidsfuncties in aanmerking te komen. Hij kreeg een hoge overheidspositie. Maar zijn verzet tegen hervormingen, met name tegen Wang Anshi, leidde ook tot een gevangenisstraf en verbanningen. In 1104 trok hij zich definitief in Yinchuan terug. Hij leidde daar een vreedzaam leven tot zijn dood in 1112.

  
Su Zhe liet veel lezenswaardige werken na. Er zijn vier perioden in zijn schrijversleven te onderscheiden:
•	De periode voor hij bestuurder werd. Hij gaf vooral commentaar.

•	Toen hij bestuurder werd. Hij beschreef zijn passies en lette minder op de structuur.

•	Toen hij, na verbanning, terugkeerde naar het keizerlijke hof waren zijn essays meer praktisch gericht op politieke hervorming.

•	In de laatste periode volgt het essay het belangrijkste punt van zijn lezen en ervaring. 
Su stierf in 1112 op 74-jarige leeftijd. 

## Werk
Het werk van Su Zhe werd sterk beïnvloed door Su Shi, die ook een bekend schrijver was. In zijn werk reflecteert hij altijd over het Confucianisme. Hij bewonderde Mencius maar leerde veel van verschillende mensen. Zijn aanpak was een probleem in de samenleving te benoemen en het op te lossen met behulp van de kennis uit de werken van zijn voorgangers. 
Enkele titels uit zijn oeuvre zijn:

•	Het urgentste vandaag is gebrek aan geld. 			(今世之患,莫急于無財)

•	Over de Zes Gevallen Staten.					(六 國 論) 

•	Over Drie Koninkrijken.        (三國時代)

In dit laatste boek vergeleek hij Liu Bei en Liu Bang.
Hij meende dat we goede werken alleen kunnen schrijven door meer dan alleen leren, maar ook door Qi (氣), een in de Chinese wereld gebruikte term voor levenskracht. Deze kan innerlijk ontwikkeld worden, maar ook groeien door allerlei ervaringen.  
- CiNii: DA05610097
- Gemeinsame Normdatei: 140675884
- International Standard Name Identifier: 0000 0000 8351 8729
- Library of Congress Control Number: n81061774
- National Central Library: 002196715
- Nationale Bibliotheek van Tsjechië: jx20140512007
- Nationale bibliotheek van Australië: 36730597
- Nationale Bibliotheek van Israël: 987007337777105171
- Nederlandse Thesaurus van Auteursnamen: 140083154
- Réseau des bibliothèques de Suisse occidentale: 02-A026045317
- Système universitaire de documentation: 124394264
- Trove: 1438466
- Virtual International Authority File: 3795516
- WorldCat: E39PBJdCqBTrFjRmrFFW4F8Hmd